# Lignières (Marche-en-Famenne)
Lignières est un village de la commune belge de Marche-en-Famenne située en Région wallonne dans la province de Luxembourg.
Avant la fusion des communes de 1977, Lignières faisait partie de la commune de Marche-en-Famenne.

## Situation
Lignières est un petit village ardennais situé sur un plateau dominant la vallée de la Hédrée, un affluent de la Wamme. L'altitude du village avoisine les 350 m. Il se trouve à une dizaine de kilomètres à l'est du centre de Marche-en-Famenne et à quelques hectomètres au sud de la route nationale 888 qui va de Marche-en-Famenne à La Roche-en-Ardenne.

## Description
Le village compte de nombreuses fermes et fermettes en long bâties au XIXe siècle et au XXe siècle souvent en brique, parfois en grès.

## Patrimoine
Détruite pendant la Bataille des Ardennes, l'église Saint Maurice a été complètement reconstruite de 1967 à 1969 dans un style contemporain. Elle a été bâtie en moellons de grès parfois recouverts d'ardoises suivant l'orientation du bâtiment. En façade, une importante fresque en céramique signée 'N. Randaxhe, 70' représente Saint Maurice à cheval entouré d'anges sonnant trompette.
L'ancienne ferme-château de Lignières est surtout remarquable car elle englobe un donjon médiéval. Ce donjon en moellons de grès, d'environ 7 m de côté, a été transformé dès le XIVe siècle ou le XVe siècle. Il relevait de la cour féodale de La Roche.
On note aussi aux extrémités nord et sud du village, la présence de deux chapelles dont une en grès et brique est adossée au cimetière.